# Southbury
Southbury är en kommun (town) i New Haven County i delstaten Connecticut, USA med cirka 18 567 invånare (2000). 